# 玉井駅 (全羅南道)
玉井駅（オクチョンえき）は、大韓民国全羅南道長城郡にかつて存在した韓国鉄道公社（KORAIL）の駅である。

## 路線
- 韓国鉄道公社
  - 湖南線

## 歴史
- 1959年12月20日 - 開業。
- 2006年6月23日 - 廃止。

## 隣の駅
韓国鉄道公社
湖南線
長城駅 - 玉井駅 - 林谷駅